# Boussières-en-Cambrésis
Boussières-en-Cambrésis é uma comuna francesa na região administrativa de Altos da França, no departamento do Norte. Estende-se por uma área de 4.82 km². Em 2010 a comuna tinha 434 habitantes (densidade: 90 hab./km²).